# Casas do Soeiro
Casas do Soeiro es una freguesia portuguesa del concelho de Celorico da Beira, con 5,88 km² de superficie y 501 habitantes (2001). Su densidad de población es de 85,2 hab/km².